# Hiroyoshi Tenzan
Hiroyoshi Tenzan, pseudonimo di Hiroyoshi Yamamoto (山本 広吉?, Yamamoto Hiroyoshi; Kyoto, 23 marzo 1971), è un wrestler giapponese noto per essere stato IWGP Heavyweight Champion per quattro volte e per un record di dodici volte IWGP Tag Team Champion. Inoltre, in carriera vinse anche l'NWA World Heavyweight Championship.

## Carriera

### New-Japan Pro Wrestling (1991-1993)
Hiroyoshi Yamamoto cominciò la propria carriera di wrestler nella New Japan Pro-Wrestling. Esordì nel gennaio 1991 lottando con lo pseudonimo Osamu Matsuda.

### Catch Wrestling Association (1993-1995)
Nel 1993, dopo la vittoria della Young Lions Cup, la NJPW mandò Yamamoto in tour in Europa; lì lottò nella tedesca Catch Wrestling Association, dove nel luglio 1993 sconfisse Lance Storm diventando il primo World Junior Heavyweight Champion della compagnia. Qualche settimana dopo, perse il titolo in favore di Storm. Tre mesi dopo, riconquistò e poi riperse il titolo sempre contro Storm.

### Ritorno nella NJPW (1995-presente)

#### NWA World Heavyweight Championship (2015)

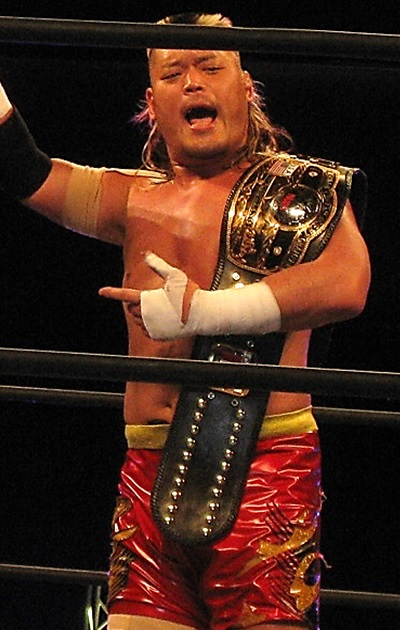
Tenzan come NWA World Champion nel marzo 2015

Il 14 febbraio 2015, all'evento The New Beginning in Sendai, Tenzan sconfisse Rob Conway conquistando l'NWA World Heavyweight Championship. Difese con successo la cintura contro Kojima il 21 marzo e contro Big Daddy Yum-Yum il 29 aprile. Il suo regno terminò il 29 agosto, quando perse il titolo in favore di Jax Dane a San Antonio, Texas.

### World Championship Wrestling (1995, 1998)
Nella metà degli anni novanta, Tenzan ebbe un breve stint nella World Championship Wrestling, dove sconfisse "Macho Man" Randy Savage a Starrcade '95: World Cup of Wrestling; successivamente ebbe un rematch con Savage allo show Battle Formation della NJPW il 29 aprile 1996, e questa volta fu sconfitto.
Nel 1998 tornò in WCW in qualità di membro del nWo Japan, lottando principalmente in coppia con Masahiro Chono.

## Riferimenti in altri media
Tenzan appare nel video musicale della canzone Yonaoshi Good Vibration del gruppo heavy metal giapponese Sex Machineguns.
Interpretò un capo cuoco, insieme a Masahiro Chono, nel film Kantoku banzai! diretto da Takeshi Kitano.
Apparve nella serie televisiva giapponese Sasuke.
Tenzan, insieme ai colleghi wrestler della NJPW Hiroshi Tanahashi, Kazuchika Okada, Satoshi Kojima, Tetsuya Naito e Toru Yano, apparve come membro della gang Justis nel videogioco del 2016 Yakuza 6: The Song of Life.

## Personaggio
Mosse finali
- Anaconda Vice – Innovatore
- Diving headbutt
- Moonsault
- Original TTD – Original Tenzan Tombstone Driver (Cradle reverse piledriver)
- TTD – Tenzan Tombstone Driver (Scoop slam piledriver)

Manager
- Sonny Onoo

## Titoli e riconoscimenti
- All Japan Pro Wrestling

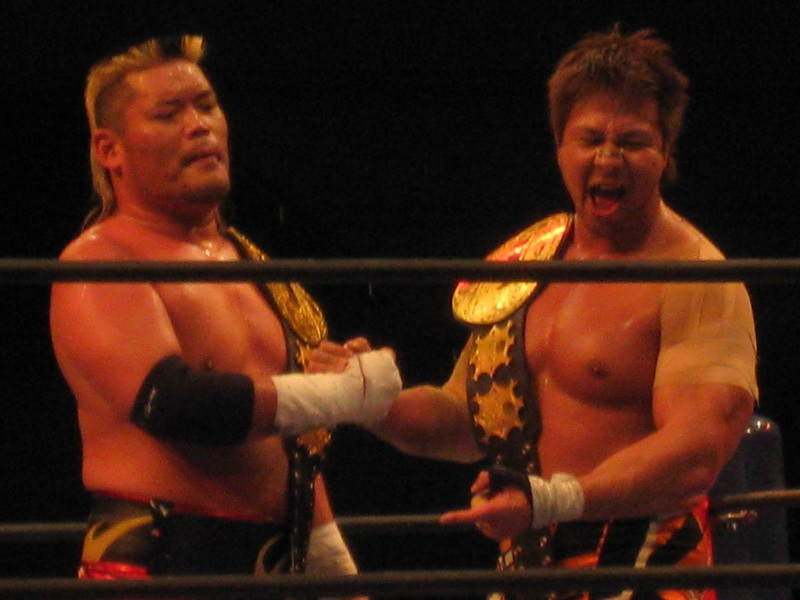
Tenzan (sinistra) e Satoshi Kojima come campioni IWGP Tag Team nel febbraio 2012

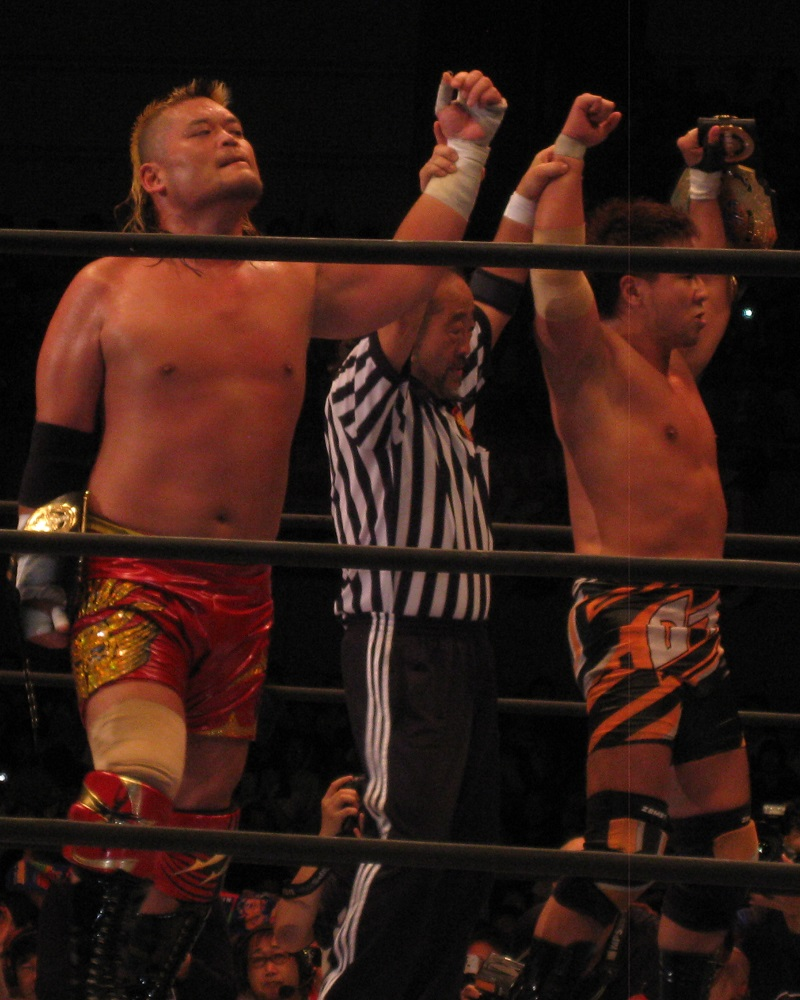
Tenzan (sinistra) e Satoshi Kojima come NWA World Tag Team Champions nel giugno 2014

  - World's Strongest Tag Determination League (2006, 2008) – con Satoshi Kojima
- Catch Wrestling Association
  - CWA World Junior Heavyweight Championship (2)
- National Wrestling Alliance
  - NWA World Heavyweight Championship (1)
  - NWA World Tag Team Championship (1) – con Satoshi Kojima
- New Japan Pro-Wrestling
  - IWGP Heavyweight Championship (4)
  - IWGP Tag Team Championship (12) – con Masahiro Chono (5), Satoshi Kojima (6) e Osamu Nishimura (1)
  - G1 Climax (2003, 2004, 2006)
  - G1 Tag League (2001, 2008) – con Satoshi Kojima
  - G1 Tag League (2003) – con Osamu Nishimura
  - Super Grade Tag League (1995) – con Masahiro Chono[10]
  - Young Lion Cup (1993)[11]
  - Yuke's Cup Tag Tournament (2008) – con Shinjiro Otani
  - 10,000,000 Yen Tag Tournament (2004) – con Shinsuke Nakamura
  - MVP Award (2003, 2004)[12][13]
  - Singles Best Bout (2003) vs. Jun Akiyama il 17 agosto[12]
  - Singles Best Bout (2004) vs. Hiroshi Tanahashi il 15 agosto[13]
  - Tag Team Best Bout (2000) con Satoshi Kojima vs. Manabu Nakanishi e Yuji Nagata il 9 ottobre[14]
  - Tag Team Best Bout (2002) con Masahiro Chono vs. Manabu Nakanishi e Osamu Nishimura il 5 giugno[15]
  - Tag Team Best Bout (2004) con Shinsuke Nakamura vs. Katsuyori Shibata e Masahiro Chono il 24 ottobre[13]
- Nikkan Sports
  - Best Tag Team Award (2008) con Satoshi Kojima[16]
- Pro Wrestling Illustrated
  - 10º posto nella classifica dei migliori 500 wrestler singoli nei "PWI 500" del 2005
  - 223º posto nella classifica dei migliori 500 wrestler singoli nei "PWI Years" del 2003
- Tokyo Sports
  - Fighting Spirit Award (2004)
  - Tag Team of the Year (1995)[17]
  - Tag Team of the Year (1996) with Masahiro Chono and Hiro Saito[17]
  - Tag Team of the Year (2000)[18]
- Wrestling Observer Newsletter
  - Tag Team of the Year (2001)con Satoshi Kojima
  - Best Gimmick (1996) – nWo
  - Feud of the Year (1996) New World Order vs. World Championship Wrestling